# 紳助の狼が来たーッ!
紳助の狼が来たーッ!（しんすけのおおかみがきたーッ）は、島田紳助と土建屋よしゆきの2人がトークを繰り広げる深夜番組である。讀賣テレビ放送で、1992年4月～9月(第1期)・1992年末の特番・1993年4月～9月(第2期)に、水曜深夜1:10 - 1:40の時間枠で放送された。

## 概要
マンションの一室を模したセットの中で紳助と土建屋の2人がトークを繰り広げる。土建屋は紳助の学生時代からの親友であり、本職は土木建築会社に勤務する会社員であるが、素人ながら口の達者さとホラ吹き話の巧さ、大袈裟さはプロの芸能人である紳助と比べても引けをとらない程のものである（番組タイトルの「狼が来たーッ!」は、共にウソつき話の多い2人を組み合わせて出演していることから、オオカミ少年の話に喩えてつけられたものであると考えられる）。当時「最強の素人」とも言われていた人物であり、紳助が司会を務める他の番組にも度々出演していた。

## 雑記
- この番組の収録日時が「鶴瓶上岡パペポTV」と同じで、「パペポ」が大勢の観客を入れて収録されている隣のスタジオでこちらはスタッフと出演者だけでひっそりと収録が行われている、と番組内で紳助が語っていた。ちなみに、同番組のチーフプロデューサーであった白岩は、その「パペポTV」のディレクターも務めていたという縁がある。

## テーマ曲
- 「ピーターガン」 東京パノラママンボボーイズ

## スタッフ
- 構成 倉本美津留
- ディレクター 竹内伸治
- プロデューサー 梅田尚哉
- チーフプロデューサー 白岩久弥
- 制作著作 よみうりテレビ